# Cithaerias aura
Cithaerias aura är en fjärilsart som beskrevs av Max Cardoso Langer 1943. Cithaerias aura ingår i släktet Cithaerias och familjen praktfjärilar. Inga underarter finns listade i Catalogue of Life.